# 달라

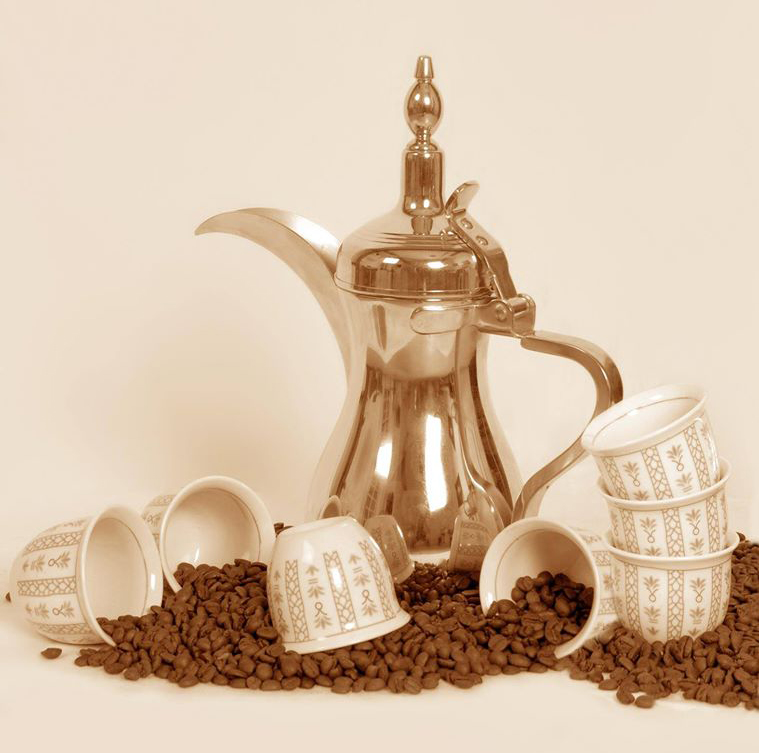
달라와 커피잔, 그리고 커피콩

달라(아랍어: دلة)는 아랍 커피를 끓이는 데 쓰이는 주전자이다.

## 사진 갤러리

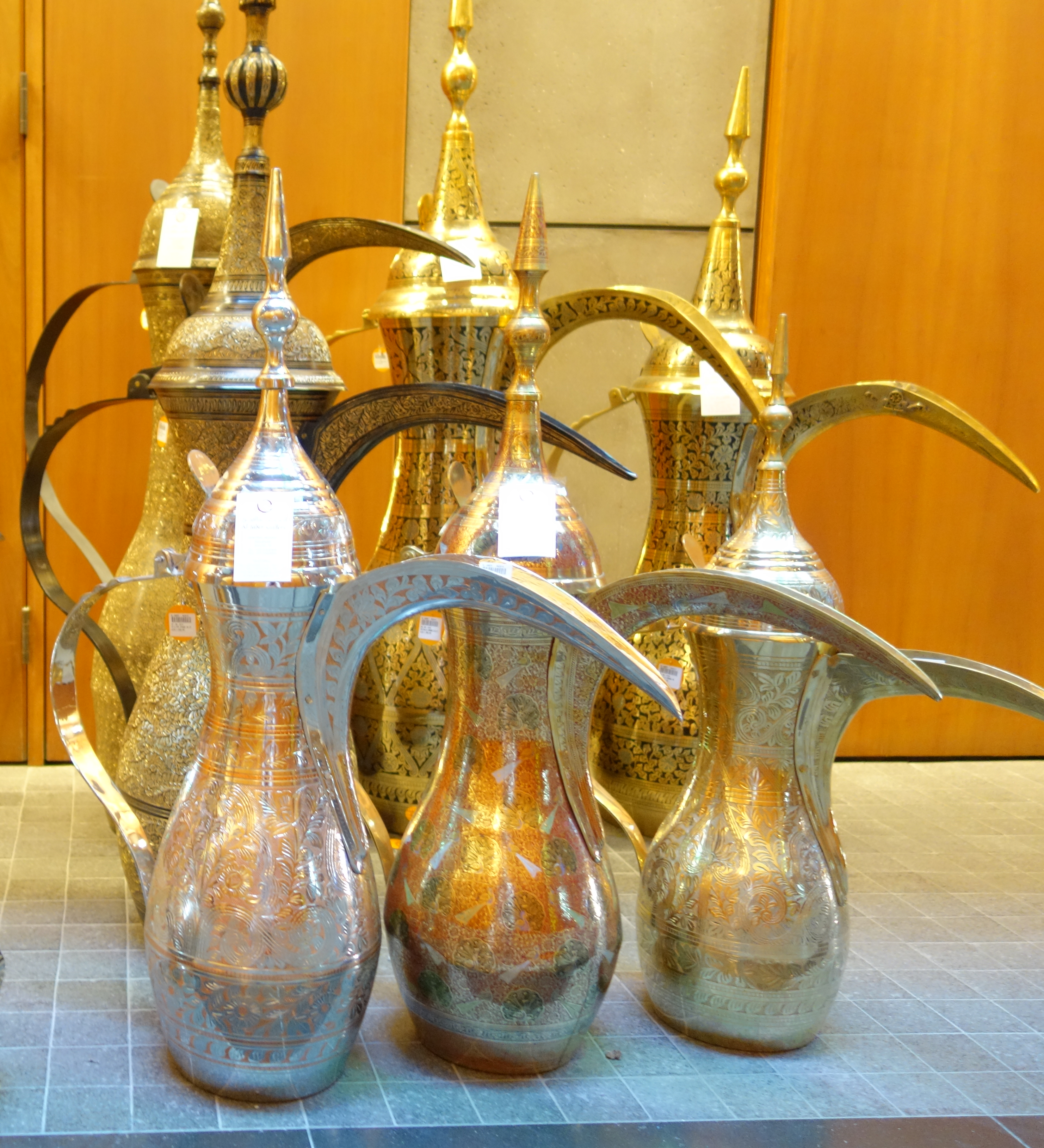
화려하게 장식된 달라
- 달라에서 커피를 따르는 모습

## 같이 보기
- 저버나
- 제즈베